# 西坡乡 (彬县)
西坡乡是中国陕西省咸阳市彬县下辖的一个乡。

## 行政区划
西坡乡下辖以下行政区：
西坡村、曹村、红崖村、白保村、郭家庄村、石牛村、湾里村、龙源村、林家河村、文家坡村、贺家村、票村、程家咀村、甘津头村